# آلبر ممی
آلبر مِمی (به فرانسوی: Albert Memmi) (به عربی: ألبرت ميمي‎) (زاده ۱۵ دسامبر ۱۹۲۰ در شهر تونس – درگذشته ۲۲ مهٔ ۲۰۲۰ در نوی-سور-سن) نویسنده و مقاله‌نویس سده ۲۰ (میلادی) یهودی، زاده تونس و اهل فرانسه بود. وی پیرو جنبش ترقی‌خواهی و پسااستعماری بود. او نزدیک به ۲۰ کتاب دربارهٔ استعمار، یهودیت و نژادپرستی نوشت و برای دهه‌ها به‌ویژه در نیمه دوم سده ۲۰ (میلادی) درانجمن‌های ادبی و فرهنگی از جمله درمیان روشنفکران ایرانی مطرح بود.

## آغاز زندگی
آلبر ممی در ۱۵ دسامبر ۱۹۲۰ در گتو یهودی‌نشین حاره در شهر تونس و در خانواده‌ای فقیر و پرجمعیت چشم به جهان گشود. پدر آلبر («فراجی» یا «فرانسوا») از یهودیان ایتالیا و مادرش («ماریا» یا «مارگارت») از یهودیان قوم بربر شمال آفریقا بود. خانواده ممی در خانه به زبان عبری-عربی حرف می‌زدند که با زبان عربی تفاوت داشت. پس از تولد آلبر، شهرداری تونس از پذیرش نام یهودی برای او خودداری کرد؛ بنابراین ناگزیر به او نامی فرانسوی دادند.

## تحصیل
آلبر دوران خردسالی را در یک مدرسه مذهبی یهودی گذراند. این آموزش باعث شد او در دوران بزرگسالی نوشته‌های کلاسیک عبری را به آسانی بخواند. در هفت سالگی به دبستان فرانسوی‌زبان اتحاد جهانی آلیانس رفت و به خاطر ممتاز بودن، با هزینه دولت تونس، دوره آموزش متوسطه را در کارنو، بهترین دبیرستان تونس گذراند. آلبر ممی در ۱۹۳۹ دیپلم خود را در رشته فلسفه گرفت کرد و برای ادامه تحصیل به دانشگاه الجزیره در پایتخت الجزایر رفت. با این حال او بیشتر وقت خود را در تونس می‌گذراند و در دبیرستان کارنو کار می‌کرد.
در دوره جنگ جهانی دوم و اشغال تونس به دست نازی‌ها به یک اردوگاه کار اجباری در تونس فرستاده شد. پس از جنگ، بار دیگر تحصیلات خود را در رشته فلسفه ادامه داد و پس از دانشگاه الجزیره در دانشگاه سوربن پاریس ثبت‌نام کرد. با این حال تا سال ۱۹۵۳ به آموزگاری در دبیرستان کارنوی تونس ادامه داد و دبیر بخش فرهنگی نشریه اکسیون بود (که بعداً به ژون آفریک تغییر نام داد).

## کوچ به فرانسه
در دهه ۱۹۵۰ (میلادی) که تونس درگیر مبارزات استقلال‌خواهانه بود و آلبر ممی به فرانسه کوچ کرد و با اینکه می‌دانست در تونس استقلال‌یافته جایگاهی ندارد اما از جنبش استقلال‌خواهانه آن کشور پشتیبانی می‌کرد. او باقی عمر خود را در فرانسه گذراند و به تدریس روانکاوی اجتماعی در دانشگاه‌ها پرداخت. اما زندگی در فرانسه را به «زندگی دور از وطن» توصیف می‌کرد.

## دوستی با سارتر و کامو
آلبر ممی از همان سال‌های آغازین تحصیل در پاریس با انجمن‌های روشن‌فکری پاریس آشنا شد. نویسندگان مطرح آن دوره فرانسه، مانند ژان-پل سارتر و آلبر کامو خیلی زود توانایی نویسندگی آلبر ممی را کشف کردند به گونه‌ای که آلبر کامو مقدمه‌ای برای نخستین رمان آلبر ممی به نام مجسمه نمکی نوشت.

## استعمار
آلبر ممی در دهه ۱۹۵۰ به درونمایه استعمار می‌پرداخت. پس از انتشار دو کتاب دیگر به نام‌های آگار و چهره استعمارگر، چهره استعمارزده آلبر ممی به شهرت جهانی رسید. دولت فرانسه که درگیر جنگ الجزایر بود به کتاب چهره استعمارگر، چهره استعمارزده روی خوش نشان نداد و درخواست تابعیت فرانسوی آلبر ممی را رد کرد و ۱۶ سال پس از انتشار این کتاب درخواست تابعیت او را پذیرفت.
آلبر ممی در کتاب‌های وابستگی و چهره رها شده از استعمار به پیامدهای استعمار می‌پردازد.

## یهودیت
آلبر ممی در دهه ۱۹۶۰ بیشتر به هویت یهودی پرداخت و در این راستا کتاب‌هایی چون چهره یک یهودی، آزادی یهودی، و یهودیان و اعراب را نوشت.

## نژادپرستی
آلبر ممی در دهه ۱۹۸۰ به بررسی نژادپرستی پرداخت. او در سال ۱۹۸۲ با انتشار کتاب نژادپرستی را نوشت که به بررسی مفهوم دیگرهراسی می‌پرداخت. او دیگرهراسی را یک گام فراتر از نژادپرستی بیولوژیک و بسیار گسترده‌تر از آن می‌دانست. از دید او دیگرهراسی با عبور از مرزهای نژادی، تلاش می‌کند انسان‌ها را بر پایه طبقه اجتماعی و فرهنگی و حتی ویژگی جنسیتی گروه‌بندی از یکدیگر جدا کند و به خشونت فیزیکی بینجامد. آلبر ممی باور داشت که نژادپرستی، تنها، شاخه‌ای از دیگرهراسی است.

## نویسندگی
آلبر ممی با نوشته‌های خود پل‌هایی میان فرهنگ‌ها و نژادهای گوناگون ساخت. انسان‌گرایی، مضمون اصلی و پس‌زمینه همه آثار او است. او فراتر از همه تفاوت‌ها و اختلاف‌ها، به رعایت حقوق انسانی می‌اندیشید. نوشته‌های او دربارهٔ یهودیت، استعمار، و دیگرهراسی مورد توجه دیگر روشنفکران قرار گرفتند.
او در دو دهه پایانی زندگی‌اش، به گردآوری خاطرات و یادداشت‌های پراکنده‌اش پرداخت که در قالب کتاب منتشر شدند.
همچنین در این سال‌ها نسبت به آنچه بهار عربی نام گرفت چندان شیفتگی نشان نداد و امیدواری‌های به وجود آمده را پوچ می‌دانست و می‌گفت: «اگر مردم عرب مسلمان پذیرای سکولاریسم نباشند مشکل هرگز حل نمی‌شود… و اگر با فساد مبارزه نشود همه حرف‌ها توخالی خواهند بود».

## جوایز
در سال ۲۰۰۴ فرهنگستان فرانسه، بالاترین نهاد در زمینه زبان و ادبیات فرانسه، جایزه بزرگ فرانکوفونی را به آلبر ممی، بابت همه نوشته‌هایش اهدا کرد و وزارت فرهنگ این کشور نیز نشان لژیون دونور را به او داد.

## نوشته‌ها
- مجسمه نمکی (۱۹۵۶)
- چهره استعمارگر، چهره استعمارزده (۱۹۵۷)
- آگار (۱۹۵۸)
- چهره یک یهودی (۱۹۶۲)
- هستی‌شناسی ادبیات کشورهای شمال آفریقا (جلد یکم در ۱۹۶۴ و جلد دوم در ۱۹۶۹)
- آزادی یهودی (۱۹۶۶)
- انسان مسلط (مه ۱۹۶۸)
- یهودیان و اعراب (۱۹۷۴)
- وابستگی (۱۹۷۹)
- نژادپرستی (۱۹۸۲)
- چهره رها شده از استعمار (۲۰۰۴)